# Subterranean (EP)
Pour les articles homonymes, voir Subterranean (homonymie).
Albums de In Flames
Lunar Strain The Jester Race
Subterranean est le premier EP du groupe de death metal mélodique In Flames sorti en 1994.

## Musiciens
- Henke Forss -  Chant, écriture des chansons
- Jesper Strömblad - Guitare
- Glenn Ljungstrom - Guitare
- Johan Larsson - Basse
- Daniel Erlandsson - Batterie
- Anders Jivarp - Batterie sur "Subterranean" et "Biosphere"
- Oscar Dronjak - voix sur "Stand Ablaze"
- Jocke Gothberg - voix sur "Dead Eternity"
- Robert Dahne - voix sur "Eye of the Beholder"
- Per Gyllenbäck - voix sur "The Inborn Lifeless"

## Liste des titres
| No | Titre        | Durée |
| -- | ------------ | ----- |
| 1. | Stand Ablaze | 4:33  |
| 2. | Everdying    | 4:23  |
| 3. | Subterranean | 5:46  |
| 4. | Timeless     | 1:46  |
| 5. | Biosphere    | 5:07  |

| 6. | Dead Eternity                                      | 5:01 |
| 7. | The Inborn Lifeless                                | 3:23 |
| 8. | Eye of the Beholder (Reprise de Metallica)         | 5:32 |
| 9. | Murders in the Rue Morgue (Reprise de Iron Maiden) | 3:07 |